# Veder l'erba dalla parte delle radici
Veder l'erba dalla parte delle radici è un romanzo autobiografico dello scrittore italiano Davide Lajolo pubblicato nel 1977. Lo stesso anno il libro ha vinto il Premio Viareggio nel 1977.

## Trama
Lajolo, che è stato colpito da infarto, narra gli episodi della sua vita passata, ricorda le persone che ha incontrato sul suo cammino, parla delle sue origini contadine e delle sue convinzioni politiche.

## Edizioni
- Davide Lajolo, Veder l'erba dalla parte delle radici, Rizzoli, Milano 1977
- Davide Lajolo, Veder l'erba dalla parte delle radici, collana BUR Introduzione di Alberto Bevilacqua, Rizzoli, 1979,  p. 228.